# Nick Kuiper
Nick Kuiper (* 12. Februar 1982 in Beaconsfield, Québec) ist ein ehemaliger kanadischer Eishockeyspieler mit niederländischen Wurzeln.

## Karriere
Nick Kuiper begann seine Karriere als Eishockeyspieler in der Mannschaft der University of Massachusetts Amherst, für die er von 2000 bis 2004 in der Hockey East aktiv war. Anschließend erhielt er seinen ersten Profivertrag bei den Norfolk Admirals, für die er in den folgenden beiden Spielzeiten in der American Hockey League auflief. Die Saison 2006/07 verbrachte der Verteidiger bei den Manitoba Moose, Portland Pirates und Springfield Falcons in der AHL sowie den Augusta Lynx und Johnstown Chiefs in der ECHL. Da er sich bei keinem der AHL-Teams dauerhaft durchsetzen konnte, wechselte er in der folgenden Spielzeit zu Ässät Pori in die finnische SM-liiga, beendete die Saison 2007/08 jedoch beim Luleå HF in der schwedischen Elitserien. 
Im Sommer 2008 wurde Kuiper vom EC Graz 99ers aus der Österreichischen Eishockey-Liga verpflichtet, für den er bis 2011 spielte. Die Saison 2011/12 verbrachte er bei den Belfast Giants, ehe er im Sommer 2012 in die italienische Serie A1 zum HC Alleghe wechselte. 2013 wechselte er zu Heerenveen Flyers und beendete nach einer Spielzeit dort seine Karriere.

## Erfolge und Auszeichnungen
- 2002 Hockey East All-Tournament Team
- 2012 Ligameister der Elite Ice Hockey League und britischer Meister mit den Belfast Giants

## Statistik
(Stand: Ende der Saison 2013/14)